# Mãn Hán Toàn Tịch

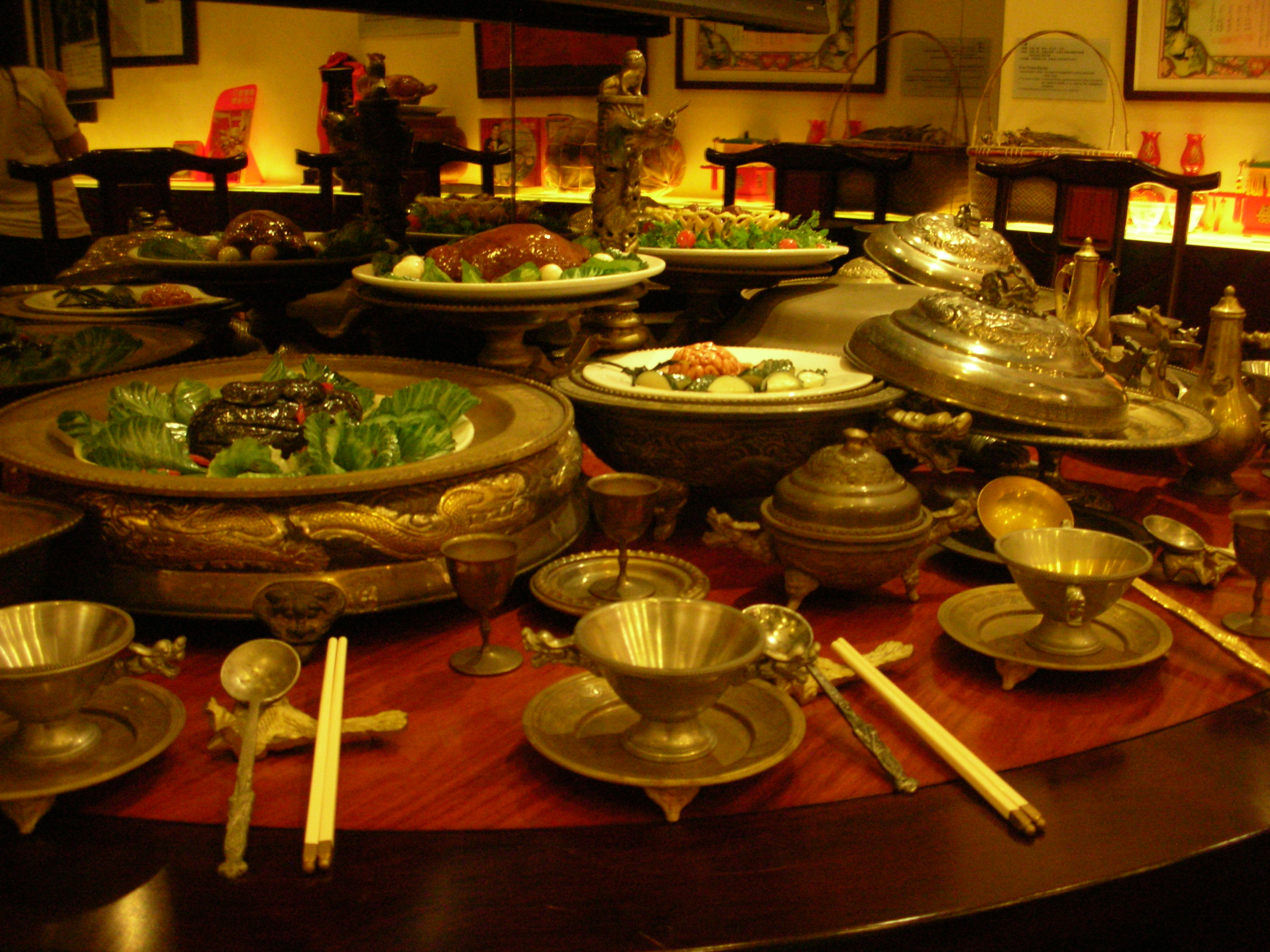
Viện bảo tàng Văn hóa Ẩm thực Đạo Hương mô phỏng toàn cảnh đại tiệc Mãn-Hán tại nhà hàng ở Hương Cảng năm 1977, món thứ nhất là đười ươi, món thứ hai là não khỉ.

Mãn-Hán Toàn Tịch (Tiệc triều đình Hán-Thanh) hay Đại tiệc hoàng gia Mãn-Hán tương truyền là một đại tiệc lớn kết hợp các món ăn đặc sắc của người Mãn và người Hán, được bắt nguồn từ triều đình của nhà Thanh và ban đầu là một bữa tiệc mừng sinh nhật 66 tuổi của Hoàng đế Khang Hy.
Tuy nhiên, chính sử không ghi chép lại sự kiện này. Nó chỉ được đề cập trong một số ghi chú riêng. Những người khác tin rằng "Mãn Hán Toàn Tịch" hoàn toàn là hư cấu, và cái tên này xuất phát từ một đoạn tương thanh (nghệ thuật biểu diễn kịch).
Năm 1920, diễn viên kịch tương thanh Vạn người mê Lý Đức Dương (李德鍚) đã biên soạn một loạt tên món ăn, gọi là "Báo Thái Danh". Sau đó, nó đã bị gọi nhầm là "Mãn Hán Toàn Tịch".

## Nhà Thanh
Trong Đại thọ lần thứ 66 của Hoàng đế Khang Hy thời nhà Thanh, đã mở tiệc đặc biệt trong 3 ngày với 6 bữa tiệc cho hai tộc Mãn - Hán, tiến cống hơn 300 món ăn. Tương truyền, Hoàng đế ngự thư viết Mãn Hán toàn tịch, trở nên nổi tiếng thời đó. Vào thời điểm đó, có một sự khác biệt giữa bên trong và bên ngoài cung, Mãn Hán Toàn tịch chỉ dành riêng cho thiên tử, thân cận thì tới người trong hoàng tộc, rồi tới con cái của các hoàng thân, các công thần (người Hán chỉ giới hạn từ quan nhị phẩm và tâm phúc của Hoàng đế) mới đủ điều kiện vào dự tiệc trong triều đình.
Ngoài cung, Mãn Hán Toàn tịch thường thường được quan viên nhất phẩm chủ trì khoa khảo và nghị hội với địa phương để chiêu đãi khâm sai công thần, xếp chỗ theo phẩm cấp, phải đeo triều châu (朝珠, tràng hạt đeo cổ của quý tộc), mặc quần áo quan lại ngồi vào dự tiệc.
Vào năm Giáp Thân đời vua Càn Long, Lý Đẩu trong cuốn  “Dương Châu họa phảng lục” (ghi chép lại các bức họa Dương Châu)  mô tả chi tiết buổi tiệc thịnh soạn:
| “ | Trong 6 bữa tiệc hào hoa, tấp nập hàng trăm món ăn Mãn Hán nổi danh, trong đó gồm yến sào kê ti thang (canh gà hầm tổ yến), hải sâm với gân heo, canh bao tử heo với rong biển (海帶豬肚絲羹), bào ngư với rau trân châu, canh trai tôm, canh vi cá cua, ruột cá hầm với thịt ba chỉ xông khói, lạc đà chưng, lê hấp đường phèn với con cầy vòi mốc, đuôi hươu hấp, lưỡi cá diếc với chân gấu, cá trích dày mình hấp rượu, giả gan cá mú, sữa Tây Thi (một món ăn được làm từ sườn cá nóc và các thành phần khác, thuộc về ẩm thực Sơn Đông), thịt chân giò heo con nướng (獲炙哈爾巴小豬子), thịt lợn và cừu chiên, ngỗng bay lạc nướng treo trên lò, các loại thịt heo và thịt cừu.[3] | ” |

## Món ăn
Bát trân (八珍), tức là tám món ăn quý trong Mãn Hán toàn tịch:
1. Bát trân: Bướu lạc đà, chân gấu, não khỉ, hươu sừng, ốc vòi voi, báo thai (豹胎, bào thai báo), đuôi tê giác, gân hươu.
2. Hải bát trân: Tổ yến, vi cá, đại ô sâm, long cốt (cá tầm Trung Quốc), bao tử cá, bào ngư, hải sư (hải cẩu), cẩu ngư.
3. Cầm bát trân: Nhàn hồng, sếu trắng, chim cút, thiên nga, đa đa, chim công, chim cu gáy, chim ưng đầu đỏ
4. Thảo bát trân: Nấm hầu thủ (nấm đầu khỉ), mộc nhĩ trắng, trúc tôn (nấm báo mưa), nấm lư oa, nấm Bụng Dê (Morchella), nấm hương, hoa hiên vàng, nấm Vân Hương Tín (được coi là sơn trân trên núi, 1 loại nấm rất quý hiếm).

## Đồ dùng
Các đồ nội thất chủ yếu được làm bằng đồng và chạm khắc tinh xảo. Trong bữa ăn sử dụng bộ đồ ăn Vạn Thọ màu phấn, những món đồ sứ được trang trí mô phỏng hình gà, vịt, cá, lợn, v.v., và trang trí đồ nấu bếp (ví dụ, nồi lẩu bằng kim loại).
Tầng trên đặt bát đĩa còn bên dưới được thắp bằng rượu. Đồ dùng đựng nước được làm bằng thiếc, được chia thành hai lớp: lớp bên trong và lớp bên ngoài. Lớp bên trong chứa súp và lớp bên ngoài chứa nước sôi, thuận tiện cho việc bảo quản nhiệt.
Sau khi dọn các món lên bàn tiệc, sẽ ăn món Mãn Châu trước tiên, sau đó tới món Hán. Trong thời gian đợi, đổi mặt bàn, gọi là "phiên đài". Khách vào đại sảnh dự tiệc sẽ tấu nhạc trước, sau đó ngồi xuống dùng điểm tâm. Sau khi khách đến, dâng 4 món tươi ngon và rượu lên trước khi các món ăn lớn sẽ được phục vụ. Toàn bộ quá trình thay đổi bàn bốn lần liên tiếp. Việc đổi giữa các món, thường được gọi là "phiên trác" (lật bàn). Kể từ đó đã dần lan rộng ra bên ngoài và trở thành biểu tượng xa xỉ cho quan chức.

## Phục dựng
Đầu những năm Trung Hoa Dân Quốc đổi thành Đại Hán Diên Tịch, không lâu sau sử dụng cụm từ “bát đại”, “bát tiểu đẳng diên tịch” để thay thế, năm 1930 lại đổi thành tám sự kiện lớn.
Ngày 2 và 3 tháng 11 năm 1977, nhà hàng Quốc Tân Hồng Kông (nay là Tập đoàn nhà hàng Liên Bang) được ủy thác bởi Truyền hình TBS Nhật Bản với giá 100.000 HK$ để chuẩn bị tổng cộng 108 món ăn của Mãn Hán Toàn Tịch. Nhà hàng đã sử dụng hơn 160 người và phải mất 3 tháng để chuẩn bị. Quá trình này được truyền hình trực tiếp đến Nhật Bản bằng vệ tinh. Vì một số động vật quý hiếm đã được bảo vệ, cấm săn bắt và một số kỹ năng nấu ăn đã bị mai một, gần như không thể thực hiện lại một bữa tiệc Mãn Hán Toàn Tịch nguyên bản như thời nhà Thanh.
Ông Nhậm Vạn Bình, phó chủ tịch Bảo tàng Cố Cung Bắc Kinh năm 2018, cho biết: "Không có Toàn Tịch chỉ có Mãn tịch và Hán Tịch, cũng không có nhiều tới 108 món như vậy, toàn bộ Mãn tịch cử hành trong cung còn Hán tịch ở ngoài cung, căn cứ theo quy định của hoàng đế Đại Thanh, tài liệu ghi chép về quy tắc có đề cập đến chỗ ngồi trong yến tiệc phân Mãn, Hán tịch, Mãn Tịch còn phân thành 6 bậc".